# Shotta Flow 5
«Shotta Flow 5» — песня американского рэпера NLE Choppa, выпущенная 12 июля 2020 в качестве четвёртого сингла из дебютного студийного альбома Top Shotta.

## Видеоклип
Музыкальное видео на песню было снято Коулом Беннеттом. В нём NLE Choppa просыпается утром и обнаруживает в своём шкафу афро-усатого клона его самого. Он преследует клона и пытается выстрелить в него из пейнтбольного ружья. На кухне в него стреляет группа игрушечных солдатиков, он побеждает их, бросая в них горячие Cheetos. Затем Choppa бежит в комнату своей матери и рассказывает ей об этом, однако вместо помощи она приказывает ему мыть посуду. Когда рэпер делает это, его дразнят говорящие фрукты. Он рубит их, но мать наругала его за то, что он устроил беспорядок.

## Чарты
| Чарты (2020)                          | Высшая позиция |
| ------------------------------------- | -------------- |
| Канада (Billboard Canadian Hot 100)   | 51             |
| Новая Зеландия (RMNZ)                 | 15             |
| США (Billboard Hot 100)               | 54             |
| США (Billboard Hot R&B/Hip-Hop Songs) | 23             |